# Salsola capensis
Salsola capensis är en amarantväxtart som beskrevs av Viktor Petrovitj Botjantsev. Salsola capensis ingår i släktet sodaörter, och familjen amarantväxter. Inga underarter finns listade i Catalogue of Life.